# Liste des sites Ramsar en Azerbaïdjan
Cet article recense les zones humides d'Azerbaïdjan concernées par la convention de Ramsar.

## Statistiques
La convention de Ramsar est entrée en vigueur en Azerbaïdjan le 21 septembre 2001. En janvier 2020, le pays compte 2 sites Ramsar, couvrant une superficie de 995,60 km2 (soit environ 1% du territoire azéri).

## Liste
| Site           | Localisation | Notes | Date        | Superficie (km²) | Altitude (m) | Identifiant Ramsar | Identifiant WDPA | Coordonnées                       | Photo |
| -------------- | ------------ | ----- | ----------- | ---------------- | ------------ | ------------------ | ---------------- | --------------------------------- | ----- |
| Ağgöl (az)     | Ağcabədi     |       | 21 mai 2001 | 5,00             |              | 1075               | 900004           | 40° 01′ 01″ nord, 47° 37′ 01″ est |       |
| Qızılağac (az) | Lankaran     |       | 21 mai 2001 | 990,60           | 0            | 1076               | 900005           | 39° 07′ 01″ nord, 48° 58′ 01″ est |       |